# Maiana
Maiana est un atoll des Kiribati, dans l'archipel des îles Gilbert. La population de l'atoll, concentrée dans le centre urbain de Tabiauea était de 1 908 habitants en 2005.

## Sources
- (en) Données démographiques des centres urbains de Kiribati - Bibliothèque de l'Université D'Utrecht (Pays-Bas)